# جبه‌دار
جَبَه‌دار روستایی جلگه ای و معتدل در ۱۰ کیلومتری شمال غربی شهر اردبیل واقع شده‌است.

## جمعیّت
بر اساس سرشماری سال۱۴۰۰ جمعیّت این روستا ۲۰۰۰ نفر با۴۰۰ خانوار گزارش شده‌است.